# Altmarks voetbalkampioenschap 1916/17
In 1916/17 werd het vijfde Altmarks voetbalkampioenschap gespeeld, dat georganiseerd werd door de Midden-Duitse voetbalbond. In 1914/15 was er vermoedelijk wel een kampioenschap omdat bekend is dat er in de tweede en derde klasse competitie was, in 1915/16 was er geen competitie. 
Drie clubs eindigden op de eerste plaats, echter om een onbekende reden werd FC Herta Wittenberge afgevaardigd naar de Midden-Duitse eindronde en verloor in de eerste ronde van Magdeburger FC Viktoria 1896.

## 1. Klasse
| Plaats | Club                            | Wed.           | W              | G              | V              | Saldo          | Ptn.           |
| ------ | ------------------------------- | -------------- | -------------- | -------------- | -------------- | -------------- | -------------- |
| 1.     | FC Viktoria 09 Stendal          | 7              | 5              | 0              | 2              | 27:09          | 10:04          |
| 2.     | 1. FC Saxonia 07 Tangermünde    | 7              | 4              | 2              | 1              | 22:12          | 10:04          |
| 3.     | FC Hohenzollern Stendal         | 7              | 4              | 2              | 1              | 08:05          | 10:04          |
| 4.     | FC Herta 09 Wittenberge         | 7              | 4              | 1              | 2              | 14:10          | 09:05          |
| 5.     | FC Spartanus Rathenow           | 7              | 3              | 1              | 3              | 11:19          | 07:07          |
| 6.     | FC Minerva 09 Wittenberge       | 7              | 1              | 2              | 4              | 09:09          | 04:10          |
| 7.     | FC Siegfried Wahrburg           | 7              | 1              | 2              | 4              | 08:20          | 04:10          |
| 8.     | RBC 1909 Rathenow               | 7              | 0              | 2              | 5              | 05:20          | 02:12          |
| 9.     | FC Teutonia Osterburg-Neuendorf | Teruggetrokken | Teruggetrokken | Teruggetrokken | Teruggetrokken | Teruggetrokken | Teruggetrokken |

|  | Geplaatst voor Midden-Duitse eindronde |
|  | Degradatie                             |